# Hitler Has Only Got One Ball
Hitler Has Only Got One Ball, Engels voor: Hitler heeft slechts één bal, is een Brits lied waarin nazileiders bespot worden door middel van sekshumor, waarbij naar hun testikels wordt verwezen. Er bestaan diverse varianten van de tekst van het lied, dat doorgaans gezongen wordt als lied met vier regels, op de melodie van de Colonel Bogey Mars.

## Oorsprong van het lied
Over de oorsprong van het lied is er geen zekerheid. De schrijver Donough O'Brien gaf in zijn autobiografie aan dat zijn vader, Toby O'Brien, het lied oorspronkelijk in augustus 1939 schreef als Britse propaganda. In die tijd publiceerde Toby O'Brien voor de British Council. Deze versie zou zijn begonnen met de woorden "Göring heeft slechts een bal", een verwijzing naar een verwonding die Göring opgelopen had. In latere versies worden de diverse nazi's in andere volgorde genoemd. Er is echter geen bewijs voor, dat dit de oorsprong was van het lied.
Later werd het lied zowel door burgers gezongen als door het Britse leger, als marslied, telkens om het moreel tegen Hitlers nazi-regime te versterken.

## Tekst van het lied
Vrijwel alle versies van het lied worden gezongen op de melodie van de Colonel Bogey Mars. Dit zou de versie van O'Brien zijn:
Göring has only got one ball (Göring heeft slechts één bal)
Hitler's [are] so very small (Die van Hitler zijn zo heel erg klein)
Himmler's so very similar (Die van Himmler lijken er nogal sterk op)
And Goebbels has no balls at all (En Goebbels heeft helemaal geen ballen)
Diverse variaties van het lied zijn populair geworden, mogelijk mede om de tekst beter te laten aansluiten op de melodie van de Colonel Bogey Mars. Een voorbeeld hiervan is:
Hitler has only got one ball, (Hitler heeft slechts één bal)
Göring has two but very small, (Göring heeft er twee, maar die zijn erg klein)
Himmler has something sim'lar, (Himmler heeft iets dergelijks)
But poor old Goebbels has no balls at all. (Maar die arme oude Goebbels heeft helemaal geen ballen)